# Sendelbach (Rentweinsdorf)
Sendelbach ist ein Gemeindeteil der Gemeinde Rentweinsdorf im unterfränkischen Landkreis Haßberge in Bayern.

## Geografie
Das Dorf befindet sich etwa zwei Kilometer südsüdöstlich von Rentweinsdorf und liegt auf einer Höhe von 261 m ü. NHN.

## Geschichte
Ein „Senntinabach im Banzgau“ wurde 804 urkundlich erwähnt. Es wird vermutet, dass es sich um Sendelbach handelt. Eine weitere Nennung folgte 1352, als Ludwig von Rotenhan die Hälfte des Zehnts in „Sendelbach“ erhielt.
Mit dem Gemeindeedikt zu Beginn des 19. Jahrhunderts im Königreich Bayern wurde der Ort eine Ruralgemeinde, zu der das Dorf Gräfenholz gehörte. Im Zuge der Gebietsreform in Bayern wurde die Gemeinde Sendelbach am 1. Januar 1978 in den Markt Rentweinsdorf eingegliedert. Im Jahr 2014 zählte Sendelbach 101 Einwohner.

## Verkehr
Den Anschluss an das öffentliche Straßenverkehrsnetz bildet hauptsächlich die Bundesstraße 279, die am östlichen Ortsrand vorbeiführt.